# 常高院
常高院（1570年—1633年9月30日），本名為淺井初，是日本战国时期大名京極高次正室。她父親是戰國大名淺井長政，母親是織田信長之妹阿市之方。其姊為豐臣秀吉側室-淺井茶茶，其妹為德川秀忠正室淺井江也是江戶幕府第二代將軍德川秀忠的御台所。

## 生平
她出生於近江國小谷城，父親淺井長政與舅父織田信長互相爭戰多年，最後小谷城在1573年被攻落，與母親及姐妹一同逃出，被送回織田家。1582年本能寺之變過後，母親改嫁給柴田勝家，母女四人一同前往越前國北庄城。1583年，羽柴秀吉攻下北庄，勝家與阿市自盡身亡，三個女兒便接受秀吉的照顧。1587年（天正15年），在豐臣秀吉的命令下，與自己的表兄京極高次結婚，兩人之間沒有生育，後來輔佐丈夫京極高次自秀吉手中獲得近江蒲生郡二千餘石領地。1600年關原之戰時，京極高次站在德川家康的東軍，但因為所屬的大津城遭到包圍，不得以表面假裝投靠西軍，暗裡繼續協助東軍，戰後轉封到若狹國小濱城 。
由於阿初沒有生育，因此在其妹阿江與生下第四個女兒初姫時，請求收初姬做她的養女，並且讓初姬與高次的嗣子京極忠高結婚。1609年（慶長14年），高次過世，阿初出家，號常高院。後來豐臣家與德川家互有嫌隙，由於一邊是自己姊姊和外甥所在，另一邊則是妹妹的夫家，常高院便在這兩家間奔走，搭起和議的橋樑，企求兩家的和平。大坂冬之陣時，豐臣家和德川家暂且講和，代表豐臣家的和睦交涉者正是常高院。但是她的心願終究沒有達成，在1615年大坂夏之陣時，眼看大坂城即將淪陷，她仍留在城内拼命說服大姐淀殿，後來德川家的武士把她背在背上才得以逃到城外，淀夫人與豐臣秀賴則雙雙自盡，而秀賴與側室所生之子國松也被處死。秀賴之女在常高院的保護下得以存命，但最後也被幕府方面命令出家。
自從豐臣家滅亡後，常高院就被京極家當做人質送到江戶城居住，並陪伴妹妹江，在江戶渡過餘生。1633年過世，享年六十三，法名常高院殿松巖榮昌大姊，遵照其遺願安葬於若狹國（今福井縣小濱市）常高寺。

## 族系
- 父親：淺井長政
- 母親：阿市之方
- 夫：京極高次
- 夫之父：京極高吉
- 夫之母：京極瑪麗亞
- 夫之側室：於崎之方（山田氏，玉台院殿明巌恵光大姊）、小倉安毛
- 同胞姊妹：淀殿、崇源院
- 異母兄弟：淺井輝政
- 異母姊妹：淺井くす（日语：浅井くす）、刑部卿局（日语：刑部卿局）
- 繼兄弟：浅井井頼（日语：浅井井頼）
- 養女：德川初姫（日语：初姫）

## 登場作品
小說
- 花之系譜：淺井三姊妹物語（SUNRISE出版（日语：サンライズ出版）、畑裕子著）

影視劇
- 太閤記（日语：太閤記 (NHK大河ドラマ)）（1965年、NHK大河劇、演：二木輝美（日语：二木てるみ））
- 戰國太平記 真田幸村（1966年、TBS、演：加藤治子）
- 湖笛（1970年、NET、演：梶芽衣子）
- 國盜物語（日语：国盗り物語 (NHK大河ドラマ)）（1973年、NHK大河劇、演：須貝理惠子）
- 真田幸村的謀略（日语：真田幸村の謀略）（1979年、東映、演：森愛）
- 女太閤記（1981年、NHK大河劇、演：奈良富士子）
- 戰國的女子們（1982年、CX、演：木之實奈奈（日语：木の実ナナ））
- 女子們的大坂城（日语：女たちの大坂城）（1983年、NTV、演：今出川西紀）
- 德川家康（1983年、NHK大河劇、演：三浦真弓）
- 真田太平記（日语：真田太平記 (テレビドラマ)）（1985年、NHK水曜時代劇、演：磯野洋子（日语：磯野洋子））
- 春日局（1989年、NHK大河劇、演：宮澤理惠 → 松原智惠子）
- 秀吉（1996年、NHK大河劇、演：湯原麻利繪（日语：湯原麻利絵））
- 家康最恐懼的男人 真田幸村（日语：家康が最も恐れた男 真田幸村）（1998年、TX、演：若山幸子）
- 葵德川三代（2000年、NHK大河劇、演：波乃久里子）
- 利家與松（2002年、NHK大河劇、演：向井地美音 → 阿井莉沙（日语：阿井莉沙））
- 武藏MUSASHI（2003年、NHK大河劇、演：姿晴香）
- 功名十字路（2006年、NHK大河劇、演：吉川麻衣子）
- 茶茶 天涯的貴妃（2007年、東映、演：富田靖子）
- 寧寧：女太閤記（2009年、TX、演：小林涼子）
- 江~公主們的戰國~（2011年、NHK大河劇、演：水川麻美）
- 軍師官兵衛 （2014年、NHK大河劇、演：植田日向）
- 真田丸（2016年、NHK大河劇、演：拜田祥子（日语：はいだしょうこ））
- 怎麼辦家康（2023年、NHK大河劇、演：鈴木杏）